# Тодд, Айзея
Айзея Тодд (англ. Isaiah Todd; род. 17 октября 2001, Балтимор, Мэриленд) — американский профессиональный баскетболист тайваньского клуба «Гаосюн Стилерс». Он был единогласно признанным пятизвездочным новобранцем и одним из лучших тяжёлых форвардов в классе 2020 года. Тодд отказался от права на поступление в колледж, чтобы стать последним игроком, подписавшим контракт с «Джи-Лига НБА Игнайт» до того, как она прекратила свою деятельность. Он закончил свою школьную карьеру в христианской академии «Слово Божье» в Роли, штат Северная Каролина.

## Ранние годы
Родившийся в Балтиморе, штат Мэриленд, Тодд воспитывался матерью, Марлен Венейбл, и не очень хорошо знал своего отца. Его мать продавала кокаин и героин в возрасте двенадцати лет и провела более трех лет в тюрьме, когда ей было шестнадцать. Она вышла из тюрьмы примерно за четыре года до рождения Тодда. Когда он начал играть в баскетбол, в возрасте семи лет, его рост был чуть больше 1,5 метра. В этом возрасте он встретил своего первого тренера, Деррика Уилсона, и начал играть в любительских командах и в любительском спортивном союзе (AAU). Перед восьмым классом Тодд переехал в Ричмонд, штат Вирджиния, чтобы иметь возможность играть круглый год в AAU.

## Карьера в школе
В первые два года обучения в старшей школе Тодд играл в баскетбол за среднюю школу Джона Маршалла в Ричмонде. Будучи первокурсником, он в среднем набирал 12,8 очков и делал 6,5 подборов за игру, что привело его команду к окружным и региональным титулам. Тодда считали одним из лучших игроков в области со времен Мозеса Мэлоуна, включенного в Зал славы баскетбола. Будучи второкурсником, Тодд в среднем набирал 18,6 очков, 6,5 подборов и 1,8 блок-шота за игру, реализуя 39% трёхочковых бросков, что помогло Джону Маршаллу выиграть чемпионат штата 3-го класса. Он был признан игроком года штата 3-го класса и был включён в первую команду конференции.
На свой третий сезон Тодд перевелся в Академию Тринити, частную христианскую школу в Роли, штат Северная Каролина, на стипендию. Его привлёк туда тренер Брайан Баррелл, с которым он ранее работал. Переезд в Роли также позволил ему тесно сотрудничать со своим личным тренером Дрю Ханленом. Тодд привёл команду, у которой два сезона подряд проигрышей было больше побед, к результату 21–12, набирая в среднем 28 очков и 15 подборов за игру. Он был назван игроком года Северной Каролины по версии USA Today. Тодд перевёлся в другую частную христианскую школу в Роли, христианскую академию «Слово Божье», на свой последний школьный сезон, играя под руководством Байрона Уильямса. Будучи выпускником, он был выбран для участия в игре McDonald's All-American и Jordan Brand Classic, но обе игры были отменены из-за пандемии COVID-19.
Вступая во втором сезоне за Джона Маршалла, Тодд был признан номером один в классе 2020 года по версии ESPN. 17 октября 2019 года он принял решение играть за «Мичиган», несмотря на предложения из «Канзаса», «Кентукки» и «Северной Каролины», среди прочих. В то время Тодд был консенсусным игроком в топ-15 в своём классе. 14 апреля 2020 года он покинул Мичиганский университет и объявил, что откажется от права на поступление в колледж, чтобы продолжить профессиональную карьеру.

## Профессиональная карьера

### «Джи-Лига НБА Игнайт» (2020—2021)
17 апреля 2020 года Тодд подписал однолетний контракт с «Джи-Лига НБА Игнайт», развивающей командой, связанной с Джи-Лигой НБА. Его привлекла Джи-Лига, потому что он хотел «учиться у профессионалов и учиться у тренеров и наставников НБА». Тодд в среднем набирал 12,3 очка и делал 4,9 подбора за игру.

### «Вашингтон Уизардс» (2021—2023)
Тодд был выбран во втором раунде драфта НБА 2021 года под 31-м номером командой «Милуоки Бакс». Впоследствии он был отдан «Индиана Пэйсерс» за права драфта 54-го и 60-го выборов, Сандро Мамукелашвили и Георгиоса Калаитзакиса, а также два будущих выбора во втором раунде. Затем он был отдан в «Вашингтон Уизардс» вместе с Аароном Холидеем за права драфта Айзеи Джексона в рамках обмена между пятью командами.
28 января 2022 года «Уизардс» отстранили Тодда на одну игру за «поведение, наносящее ущерб команде».
Тодд принял участие в 12 матчах за «Уизардс» в сезоне 2021/2022.
24 июня 2023 года «Уизардс» обменяли Тодда вместе с Джорданом Гудвином и Брэдли Билом в «Финикс Санз» в обмен на пакет, который включал четыре обмена выборами в первом раунде, шесть выборов во втором раунде, Лэндри Шэмета и Криса Пола. 11 июля «Мемфис Гриззлис» приобрели Тодда и права на два будущих обмена выборами в первом раунде у «Санз» в обмен на три выбора во втором раунде. Однако 30 сентября они отказались от него.

### Возвращение в «Игнайт» (2023—2024)
30 октября 2023 года Тодд вновь подписал контракт с «Джи-Лига НБА Игнайт», для которого впоследствии этот сезон стал последним в истории.

### «Шяуляй» (2024—2025)
29 ноября 2024 года Тодд подписал контракт с клубом «Шяуляй» из Литовской баскетбольной лиги. 10 января 2025 года он расстался с командой.

### «Гаосюн Стилерс» (2025—н.в.)
21 февраля 2025 года Тодд подписал контракт с «Гаосюн Стилерс» из Плюс-Лиги.

## Карьера за сборную
Тодд выиграл золотую медаль со сборной США (до 16 лет) на юношеском чемпионате Америки 2017 года в Аргентине. Он набирал в среднем 5,4 очков и 5,2 подбора за игру, сыграв в пяти играх.

## Статистика

### Статистика в НБА
| Сезон                                                                                    | Команда   | Регулярный сезон | Регулярный сезон | Регулярный сезон | Регулярный сезон | Регулярный сезон | Регулярный сезон | Регулярный сезон | Регулярный сезон | Регулярный сезон | Регулярный сезон | Регулярный сезон | Серия плей-офф | Серия плей-офф | Серия плей-офф | Серия плей-офф | Серия плей-офф | Серия плей-офф | Серия плей-офф | Серия плей-офф | Серия плей-офф | Серия плей-офф | Серия плей-офф |
| Сезон                                                                                    | Команда   | GP               | GS               | MPG              | FG%              | 3P%              | FT%              | RPG              | APG              | SPG              | BPG              | PPG              | GP             | GS             | MPG            | FG%            | 3P%            | FT%            | RPG            | APG            | SPG            | BPG            | PPG            |
| ---------------------------------------------------------------------------------------- | --------- | ---------------- | ---------------- | ---------------- | ---------------- | ---------------- | ---------------- | ---------------- | ---------------- | ---------------- | ---------------- | ---------------- | -------------- | -------------- | -------------- | -------------- | -------------- | -------------- | -------------- | -------------- | -------------- | -------------- | -------------- |
| 2021/22                                                                                  | Вашингтон | 12               | 0                | 6,2              | 26,9             | 25,0             | 33,3             | 1,0              | 0,3              | 0,3              | 0,2              | 1,7              | Не участвовал  | Не участвовал  | Не участвовал  | Не участвовал  | Не участвовал  | Не участвовал  | Не участвовал  | Не участвовал  | Не участвовал  | Не участвовал  | Не участвовал  |
| 2022/23                                                                                  | Вашингтон | 6                | 1                | 10,2             | 16,7             | 10,0             | 100,0            | 2,0              | 0,7              | 0,2              | 0,0              | 1,5              | Не участвовал  | Не участвовал  | Не участвовал  | Не участвовал  | Не участвовал  | Не участвовал  | Не участвовал  | Не участвовал  | Не участвовал  | Не участвовал  | Не участвовал  |
|                                                                                          | Всего     | 18               | 1                | 7,5              | 22,7             | 19,2             | 50,0             | 1,3              | 0,4              | 0,3              | 0,1              | 1,6              | Не участвовал  | Не участвовал  | Не участвовал  | Не участвовал  | Не участвовал  | Не участвовал  | Не участвовал  | Не участвовал  | Не участвовал  | Не участвовал  | Не участвовал  |
| Наведите курсор мыши на аббревиатуры в заголовке таблицы, чтобы прочесть их расшифровку. |           |                  |                  |                  |                  |                  |                  |                  |                  |                  |                  |                  |                |                |                |                |                |                |                |                |                |                |                |